# 犬草
犬草（学名：Elymus caninus）为禾本科披碱草属下的一个种。生于海拔1300-2000米山地。分布在中国新疆、俄罗斯中亚、西伯利亚、高加索，伊朗、欧洲。模式标本采自欧洲。